# ساب 340 (AEW&C)
ساب 340  (بالإنجليزية: Saab 340 AEW&C)‏ هي طائرة إنذار مبكر وتحكم، أنتجت في 1997 بالسويد. من صناعة شركة ساب للطائرات. كان أول طيران لها في 1994. ومازالت في الخدمة حتى الآن. صنع منها 12 طائرة.

## المستخدمون
- القوات الجوية السويدية
- سلاح الجو الملكي التايلاندي
- القوات الجوية الإماراتية